# Samantha Carter
Samantha Carter a német-kanadai-amerikai Csillagkapu, Csillagkapu: Atlantisz című sci-fi sorozatok szereplője, az angol származású kanadai színésznő, Amanda Tapping alakítja. A sorozatokban katonai csapatok fedezik fel a galaxist egy idegen technológia segítségével, a csillagkapu-hálózaton keresztül. Sam Carter a Csillagkapu sorozat mind a tíz évadjának főszereplője, az azt követő Csillagkapu: Atlantisz három évadjának visszatérő szereplője, majd a 4. évadban ismét főszereplője. A 2008-ban csak DVD-re kiadott Csillagkapu: Az igazság ládája című filmben és a Csillagkapu: Continuumban újra szerepelt.
Samantha Carter százados első megjelenése Az Istenek gyermekeiben, a Csillagkapu filmsorozat bevezető epizódjában van, amikor csatlakozik a Jack O'Neill által vezetett CSK-1 csapathoz. A 3. évadban őrnaggyá, a 8. évad elején alezredessé léptetik elő, és ő irányítja a CSK-1-et. A 9. évad elején Cartert az 51-es körzet kutatási részlegéhez helyezik át, de több küldetésben is csatlakozik a CSK-1-hez, akkor már Cameron Mitchell vezetése alatt. Az Ori fenyegetés legyőzése után – ami az Igazság ládájában történt – ezredessé kinevezése után az Atlantiszi expedíció parancsnoka lesz a 4. évad elején.
Összességében Samantha Carter a Csillagkapu sorozat szinte minden részében szerepelt, kivéve öt epizódnyi szünetet Amanda Tapping szülési szabadsága miatt.

## Szerepe a Csillagkapuban
A Csillagkapu Parancsnoksághoz csatlakozása előtt Samantha Carter évekig a csillagkapu beindításán dolgozott a Pentagonnak. Elméleti asztrofizikából doktorált és 100 órát repült ellenséges légtérben az Öbölháború alatt. Az apja Jacob Carter vezérőrnagy, egy testvére van, Mark, édesanyja fiatalkorában autóbalesetben meghalt. 
Századosként csatlakozott a sorozat bevezető epizódjában a CSK-1-hez. A 2. évadban ideiglenesen átveszi az irányítást felette a Tok’ra Jolinar, sok emléke megmaradt ezután is Carter agyában, ez segített a tok'ra-val való szövetségre lépésben a Goa’uld ellen. Carter rövid ideig tartó egyesülése Jolinarral elősegíti azt is, hogy megérzi a goa'uld jelenlétet a közelében, illetve néhány goa'uld eszköz használatára is képes. A 4. évad elején egy tok'ra eszköz használata során, hogy felfedjék, ha a CSKP embereinek agya fölött a goa'uld átvette az irányítást, a gép eredményeinek félreértése miatt Carter, és felettese, Jack O'Neill ezredes beismerni kényszerül, hogy szeretik egymást, jobban, mint kellene. Ugyanebben az évadban az Exodus című epizódban Carter egy csillagkaput használva felrobbant egy napot úgy, hogy a P3W-451 bolygót tárcsázza, melyet éppen egy fekete lyuk készül megsemmisíteni, majd az aktív kaput egy közeli nap felé irányítja. Mindennek eredményeképpen szupernóva robbanást idéz elő és elpusztítja vele Apophisz flottáját. A 7. évad Grace című részében Carter egyedül csapdába esik a földi űrhajó, a Prométheusz fedélzetén, eközben rádöbben, hogy O'Neill iránti érzései megakadályozzák abban, hogy szerelmi kapcsolata legyen másvalakivel. Két epizóddal később (Kiméra) randevúzni kezd testvére barátjával, Pete Shanahannel, de nehéznek találja, hogy nem avathatja be őt a munkájába. A 8. évad bevezető részében (Új világrend) Cartert foglyul ejti Ötödik, egy humanoid replikátor, akivel a 6. évadban már találkoztak. Ötödik végül elengedi őt, de megtartja magának Carter egy replikátor másolatát. Ugyanebben az epizódban O'Neill a tábornokká kinevezése után Cartert alezredessé lépteti elő, aki elvállalja a CSK-1 vezetését, a letaszított Daniel Jackson és Teal’c mellett. A 8. évad végén nem sokkal apja halála után Carter szakít Pete-tel, és horgászni meg Jackkel, Daniellel és Teal'ckel, hogy megünnepeljék a rendszerurak legyőzését. A 9. évadban Carter elhagyja a CSK-1-et és az 51-es körzetben dolgozik tovább, miután a goa'uld hatalmi rendszer összeomlott. Ezután Cameron Mitchell alezredes vállalja el a CSK-1 vezetését, O'Neill tábornok utasítja Cartert, hogy segítse a CSK-1-et egy küldetésben, ami az Ori fenyegetéssel kapcsolatos. A 9. évad Ex Deus Machina című epizódjában Carter hivatalosan is újra a CSK-1 tagja, és az is marad egészen a 10. évad végéig. Ezután Samantha Carter megjelenik még a Csillagkapu: Az igazság ládája és a Csillagkapu: Continuum című filmekben is.

### Kapcsolatai
A két sorozat történetei során számos férfi volt szerelmes, habarodott bele vagy vonzódott Samantha Carterhez. Ide tartozik Jack O'Neill, a tok'ra Martouf, Rodney McKay, Ötödik, Orlin, Malcolm Barrett ügynök, Narim, Pete Shanahan, Dr. Jay Felger, korábbi vőlegénye, Jonas Henson, és az egyik lehetséges jövőbeli férje, Joseph Faxon. Ezen személyek legtöbbje azóta meghalt, úgy mint: Martouf (és a szimbiótája, Lantash), Ötödik, Narim, Henson, Faxon, és két alternatív jelenben Jack O'Neill. Emiatt a Csillagkapu stábja és szereplői a Samantha "Fekete Özvegy" Carter becenevet adták neki.
Megkérdezték a producer Joseph Mallozzit, miért nem került bemutatásra a sorozatokban Carter és O'Neill kapcsolata, amire így válaszolt:
A Sam/Jack kapcsolat tele volt komplikációkkal, lévén, hogy Jack felettes tisztje volt Samnek. Bármiféle kapcsolatot folytatni helytelen lett volna mindkettőjük számára, és ténylegesen csak a sorozat vége felé lehetett, miután Jack visszavonult... Jack és Sam együtt lehetett, miután Jack nyugdíjba ment, de ez nem lett igazán nagy dobra verve, mert őszintén szólva nem az én hatásköröm volt. Mégis, a hivatalos bejelentés elmaradása ellenére természetes volt, hogy nekik együtt kell lenniük az Elvarratlan szálak (8. évad 18. epizód) eseményei után, és az én fejemben együtt vannak azóta is. Volt egy kísérlet valami több sugallására a 4. évad Hármasban című részében (Atlantisz), ám ez véget ért a vágószoba padlóján, mert az epizód túl hosszúra sikerült.
Amikor Carter csatlakozott az Atlantiszi expedícióhoz, mint parancsnok, látszik egy bekeretezett fénykép O'Neillről a csomagjai tetején, amiket a bázisra vitt magával. A producer által említett Hármasban című epizódból kivágták azt a jelenetet, amikor Carter és Dr. Jennifer Keller a szerelmi életükről beszélgetnek. Carter azt mondja: "Ez bonyolult." "Ő Washingtonban van, én itt vagyok." és "Ő nemsokára visszavonul, szóval ki tudja?"

### A CSK-1 parancsnoka
Carter először a 2. évad Szellemek című részében vállalta magára a CSK-1 vezetését, mert O'Neill sérülés miatt a gyengélkedőn volt. A 8. évad elején pedig teljesen átvette a parancsnokságot O'Neilltől. Amikor Amanda Tapping szülési szabadságon volt a 9. évad elején, Cameron Mitchell érkezett a csapathoz, aki újra össze akarta hozni a CSK-1-et. Carter távozása a rajongók negatív reakcióját váltotta ki, Ben Browder tudomásul vette a produkció nehézségeit Tapping szabadsága miatt, és azt állította, új vezetők bevonása a katonai csapatokba megszokott dolog a valóságban is. Tapping is egyetértett, hogy „rendkívüli szabadsága” alatt valakinek vezetnie kell a CSK-1-et, és remélte, hogy a producerek egy egységesebb csapatot formálnak a CSK-1-ből a 10. évadban a férfi vezetők lecserélésével. Az írók végül úgy döntöttek a 9. évad alatt, hogy Mitchell és Carter együtt fogják irányítani a csapatot, bár Mitchell lesz a hivatalos parancsnok. Tapping a 10. évadban úgy vélte, a parancsnok személyének kérdése lényegtelen, mivel Mitchell nem utasíthatja őt, hiszen mindkettőjük egyforma katonai ranggal rendelkezik, Daniel Jackson és Teal’c pedig nem tagja az Amerikai Egyesült Államok hadseregének.

## Szerepe a Csillagkapu: Atlantiszban
Samantha Carter alezredes első megjelenése a Csillagkapu: Atlantiszban az első évad elején történik (párhuzamosan a Csillagkapu 8. évadjával), amikor egy rövid üzenet érkezik a Földre az Atlantisz expedíciótól. A 2. évadban az Atlantisz egy tudósa, Dr. Rodney McKay maga mellé hallucinálja Cartert, ami segít neki a túlélésben egy süllyedő Pocsolyaugró fedélzetén. A 3. évadban Carter alezredes ajánlatot tesz McKay húgának, Jeannie Millernek, hogy dolgozzon a Csillagkapu Parancsnokságnak. A Csillagkapu sorozatban az Ori konfliktus lezárása után egy ismeretlen időpontban Cartert ezredessé léptetik elő, és a Félúti Űrállomáson felügyeli a munkálatok befejezését. A 4. évadban az IOA megbízza Carter ezredest az Atlantiszi expedíció vezetésével.
Carter ezredes Atlantiszra érkezésekor úgy tapasztalja, hogy elég lazán kezelik a katonai protokollt, ennek ellenére ő is élvezi a helyzetet (Az állomás). Hűen a CSK-1-ben töltött időkhöz, bátran beleveti magát a küldetésekben való aktív részvételbe (Találkozás, Hármasban) megvédi és oltalmazza azokat, akiknek parancsol (Emlékezzünk minden bűnömre, Mentőakció). Carter még Rodney McKay-jel is barátságosabb kapcsolatot alakít ki, félretéve a múltban történteket, és teljes mértékben elismeri Sheppard ezredes parancsnokságát és a Pegazus galaxisban elért eredményeit.
Az 5. évad első epizódjában Cartert visszarendelik a Földre, a tok'ra egy szimbióta eltávolítási ceremóniájára az utolsó Ba'al klón testéből (a ceremónia a Csillagkapu: Continuumban zajlik, amit az IOA Carter parancsnokságának első éve feletti kimerítő vizsgálata követ. Megérkezésekor Richard Woolsey tájékoztatja Cartert, hogy felmentették atlantiszti posztjáról, és maga Woolsey lesz az új parancsnok. Az 5. évad végén ideiglenesen Carter kerül a CSKP élére (Ellenség a kapuknál), mert Hank Landry tábornoknak Washingtonba kell utaznia. Ezután a megbizatása után az új Daedalus osztályú csatahajó (BC-304) parancsnoka lesz, melynek korábbi neve Phoenix volt, ekkor már Hammond tábornoknak nevezik George Hammond tábornok emlékére, aki a CSKP és a Föld Védelmi Szervezetének is parancsnoka volt, és akkoriban halt meg szívrohamban.

## A forgatás
A Csillagkapu sorozat szereplőinek válogatása során a producerek olyan színésznőt kerestek, aki olyan erős nőt képes alakítani, hogy a közönség elfogadja katonaként. A karakternek katonai edzéseken, háborúkban kellett helyt állnia, emellett a briliáns tudóst és szép nőt is meg kellett személyesítenie. Amanda Tapping eleinte úgy gondolta, a szerepben nagyobb hangsúlyt kap az intellektus, de rájött, hogy ez inkább egy akció-kaland-sci-fi sorozat, ahol a szereplők gyakran kerülnek fizikai konfliktusba is. Tapping úgy írta le Carter karakterét, mint Jack O'Neill és Daniel Jackson kereszteződése, a szerep saját konfliktusa pedig, hogy a tudományos utat kövesse vagy a katonai szabályzatot.
Amanda Tapping a sorozat mind a tíz évadjában főszereplő volt. Összesen nyolc részben nem szerepelt, ezek közül a 6. évad Beismerés és a 7. évad Beiktatás című részeiben csak korábbi részek bevágásaiban jelent meg, szülési szabadsága miatt nem szerepelt a 8. évad A megszabadított Prométheusz, a 9. évad Avalon II., Eredet, Szoros kötelékek, Nagyhatalmak című részeiben, illetve még kihagyta a 10. évad Rosszfiúk című részét.
Miközben főszereplőként részt vett a Csillagkapu sorozatban, többször is feltűnt vendégszereplőként a Csillagkapu: Atlantisz első három évadjában, a 4. évadnak pedig 14 részében főszereplője volt az Atlantiszi expedíció vezetőjeként. Nem volt jelen az Utazók, Eltűntek, Keresztúton, Halandó porhüvely, Hadizsákmány és Harmony című részekben.
A 7. évad elején Amanda Tapping leült Robert C. Cooperrel megbeszélni Tapping problémáit a munkával és a családdal kapcsolatban. A 7. évad Grace című részének értelmezését nyitva hagyták, mind a közönség, mind a színészek számára. Ez a rész lehetne a Carterben élő gyermek bemutatása, gyermekkori reményei és álmai, a gyermek, akit Sam az asztrofizikusi karrier miatt hagyott maga mögött, vagy pedig Carter lehetséges jövője családjával. A Kiméra című rész is ennek folytatása, az írók próbálták megszüntetni a Carteren ülő „fekete özvegy” átkot, lehetőséget adni neki további szerelmi tapasztalatokra, hogy emberi lényként élhessen. Ebben a két részben Carter a saját emberi énjét puhatolta ki, hiszen egészen addig a karakter nem igazán mutatta meg kacér oldalát. Az, hogy Pete Shanahan nem halt meg, szintén megzavarta Cartert. Tapping szerint Carter nem veszi tudomásul, hogy Shanahan milyen messzire megy el, hogy többet tudjon meg barátnője titkosított életéről (követés, információszerzés), bár az epizód végén engedélyt kap, hogy beavassa őt. Több rajongó is úgy döntött, nem nézi meg a Kiméra című részt, mert Carter valaki mással kerül szorosabb kapcsolatba, és nem azzal, akivel szerintük kéne. Tapping olyan rajongói leveleket kapott, melyben azt írták, „Carter tisztességét kidobták az ablakon” és hogy „Hogy képzelték ezt?”. Tapping szerint „Carter mély érzelmeket rejteget Jack O'Neill ezredes iránt, de mivel sosem történhet semmi... Az ezredes maga, aki elengedi Cartert. Lényegében azt mondja, „én biztos tipp vagyok. Tudod, hogy nem lehetünk együtt, szóval csak a szívedet óvod azzal, hogy olyanra veted ki a hálód, aki úgysem lehet a tied.”” Egy interjúban Tapping azt mondja:
Az egész epizód valamiféle újragondolása saját életének és választásainak, és én nem hiszem, hogy elvesztette volna a tisztességét. Nem hiszem, hogy O'Neill iránti érzelmeit bármelyest is csökkentek volna. Szerintem csak egy másik dobozba helyezte el őket. Meg kell mondanom, furcsa volt számára, hogy valaki másnak adja át a szívét. De ezek egy kisbaba első lépései voltak neki, ez az egész új volt számára. És azt hiszem, végül is O'Neill az, aki azt mondja, „Tovább kell lépned.” És az apja szintén azt mondja: „Ne add fel az esélyt a szerelemre. Tudod, ha újraélhetném az egész életem, tudva azt, hogy édesanyád meg fog halni, ugyanígy csinálnék mindent.” Így az eddigiekkel ellentétben Carter megnyitja a szívét, ami egész idáig zárva volt, mert védeni próbálta O'Neill iránti gondolataival, akiről tudja, hogy nem lehet az övé, így most megnyitja a szívét.
Richard Dean Anderson csökkentett szerepével kihívás volt Amanda Tappingnek a munka. Mindazonáltal Tapping, Michael Shanks és Christopher Judge is tudta, hogy a helyzet által karakterük jobban kibontakozhat és előtérbe kerülhet. Nem hitte úgy, hogy a csapat dinamizmusa vagy az összetétele megszendvedné ezt.
O'Neill-lel és Daniellel ellentétben Carter nem jelenik meg a Csillagkapu: Atlantisz bevezető részében. Ez feltehetően amiatt volt így, mert karakterét kifejezetten a Csillagkapu sorozat részére alkották meg.

## Fogadtatás
Samantha Carter alakításáért Amanda Tappinget Leo-díjra jelölték 2000-ben a Legjobb női főszereplő drámai sorozat kategóriában a 3. évad Nézőpontok című részben, és el is nyerte a díjat 2003-ban a Felemelkedés, 2004-ben a Grace, 2005-ben pedig az Elvarratlan szálak című részekben játszott szerepéért. Jelölést kapott Szaturnusz-díjra a Legjobb televíziós mellékszereplő kategóriában 1999-től 2004-ig minden évben. 2001-ben Gemini-díjra jelölték Legjobb színésznő folytatásos drámai főszerepben kategóriában. 2008-ban pedig Constellation-díjra kapott jelölést a Kiemelkedő kanadai közreműködés science fiction filmben vagy televíziós sorozatban 2008-ban kategóriában.
A Variety Magazine Az Istenek gyermekei című bevezető epizód után azt írta, Tapping karaktere „rámenős”, a játéka pedig „esetlen” volt. A Csillagkapu: Atlantisz 4. évadjáról szóló kritikájában az IGN (hírekkel és kritikákkal foglalkozó weboldal) azt írta, Carter jelenléte csak arculcsapás volt a karakterének, amit a Csillagkapu tíz éve alatt felépített.